# 22791 Twarog
22791 Twarog este un asteroid din centura principală de asteroizi.

## Descriere
22791 Twarog este un asteroid din centura principală de asteroizi. A fost descoperit pe 14 iunie 1999 la Eskridge de Graham E. Bell. El prezintă o orbită caracterizată de o semiaxă mare de 2,17 ua, o excentricitate de 0,20 și o înclinație de 2,8° în raport cu ecliptica.